# Alice Pike Barney
Alice Pike Barney (nascuda Alice Pike; Cincinnati, 14 de gener de 1857-Los Angeles, 16 de juliol de 1931) va ser una pintora estatunidenca. Va treballar a Washington, D. C. i va ajudar a convertir la ciutat en un centre artístic. Les seves dues filles van ser l'escriptora i amfitriona d'un saló literari Natalie Clifford Barney i l'escriptora bahá'í Laura Clifford Barney.

## Primers anys

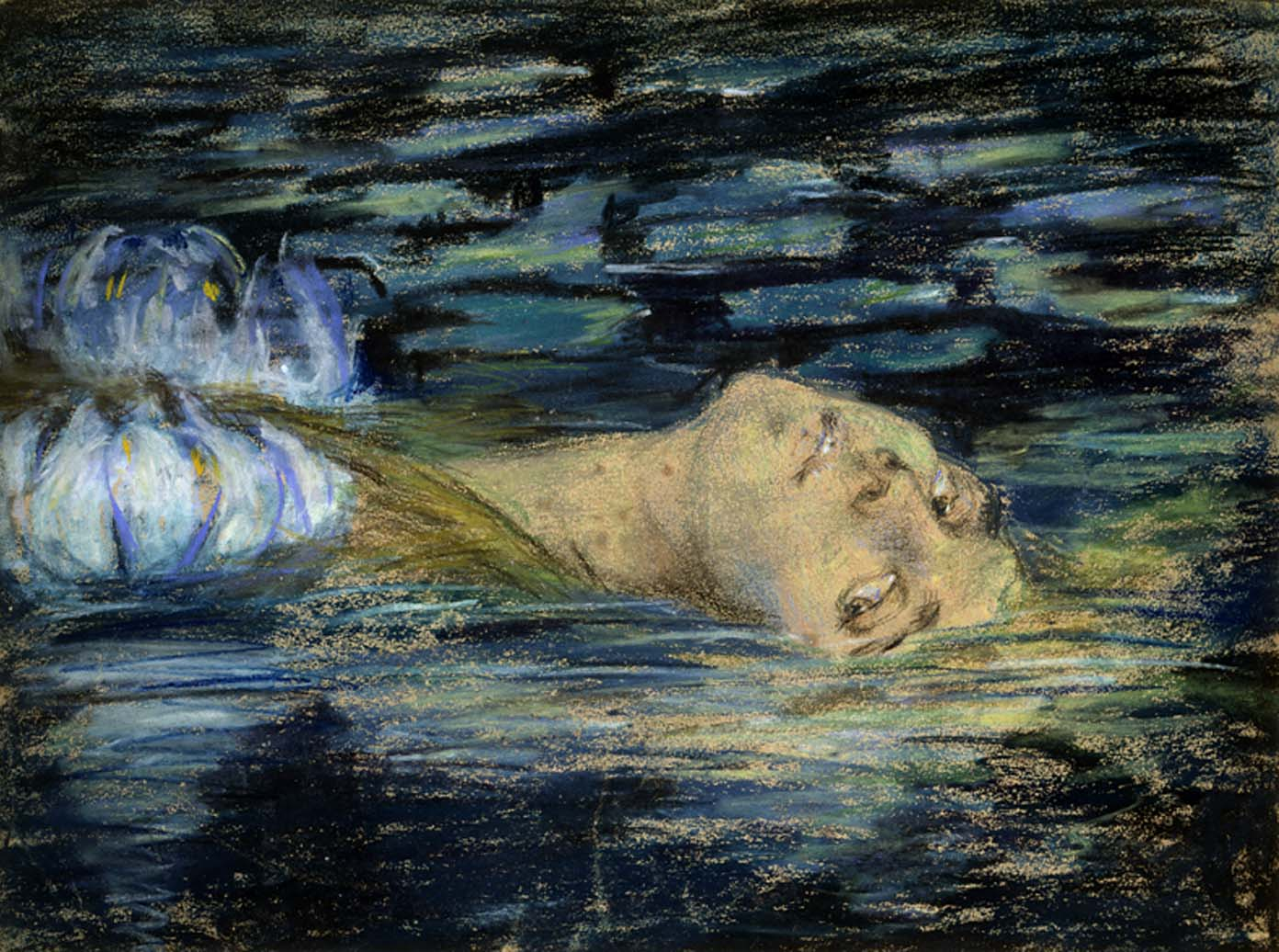
Waterlily, 1900, va ser una de les il·lustracions de Barney per al llibre de la seva filla. El model era la seva neboda Ellen Goin

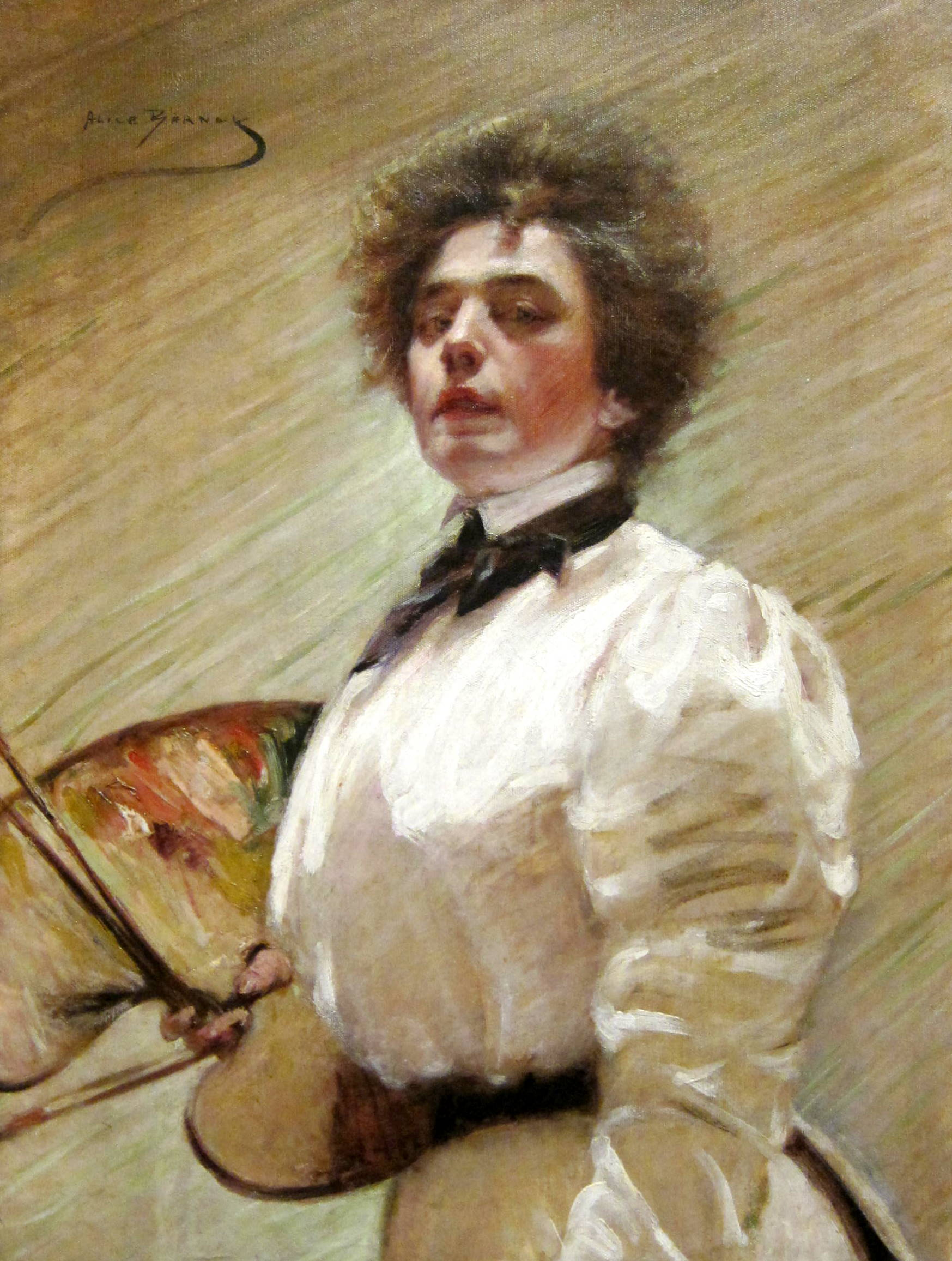
Autoretrat amb paleta, Self-Portrait with Palette, 1906

El seu pare, Samuel Napthali Pike, que havia fet la seva fortuna destil·lant whiskey, era mecenes d'artistes a Cincinnati, Ohio, on va construir Pike's Opera House (la Casa de l'Òpera Pike). Son pare era un jueu alemany, i la seva mare una cristiana neerlandesa, però d'ascendència francesa. Quan la família es va establir a Nova York l'any 1866, Samuel Napthali Pike va construir l'edifici que es convertiria més tard en la Grand Opera House. Alice era la més petita de quatre germans i l'única que compartia els interessos culturals amb son pare; de nena mostrava talent com a cantant i pianista.
Als 17 es va prometre amb l'explorador Henry Morton Stanley. La mare de l'Alice s'hi va oposar per la diferència d'edat –ella en tenia 17 i ell 33– i els va insistir a esperar un temps. Mentre ell era de viatge per Àfrica, Alice es va casar amb Albert Clifford Barney, fill d'un ric fabricant de vagons de ferrocarril a Dayton (Ohio).
El 1882 Barney i la seva família estiuejaven al Long Beach Hotel de Nova York, on Oscar Wilde feia una conferència. Wilde va passar el dia amb Alice i la seva filla Natalie a la platja; aquella conversa va canviar la vida d'Alice, car la va inspirar a dedicar-se a l'art a pesar de l'oposició del seu marit.

## Nova dona
Quan les oportunitats d'educar-se es van fer més accessibles a les dones del segle xix, les artistes femenines van iniciar noves empreses, fundant les seves pròpies associacions d'art. L'art produït per les dones es considerava inferior, i per intentar superar aquells estereotips, les dones es van tornar més confiades en la promoció del seu art, adoptant la imatge emergent de dones noves, modernes, lliures i educades. Les artistes jugaven un paper crucial representant la Nova Dona, tant dibuixant imatges d'icona con exemplificant aquest nou tipus amb les seves vides a finals de segle xix i principis del XX, on el 88% de subscriptors a revistes i periòdics eren dones.

## Estudis d'art

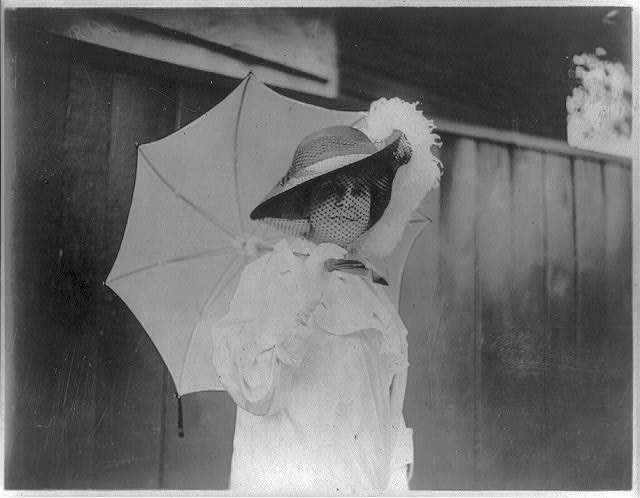
Alice Pike Barney, als anys 20

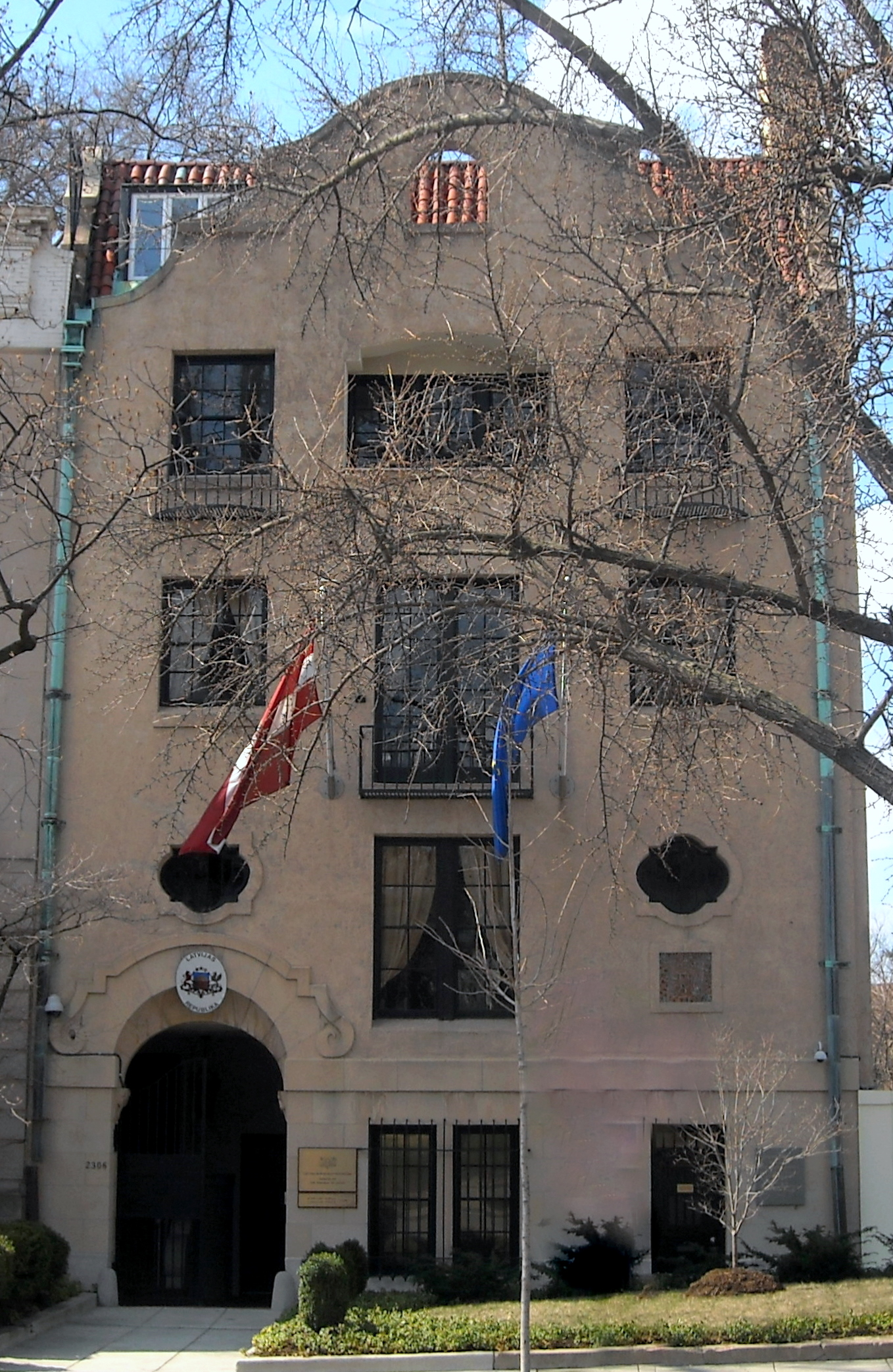
La Casa Estudi d'Alice Barney Pikes (ara ambaixada de Letònia a Washington) és un lloc d'interès històric

El 1887 va viatjar a París per ser més a prop de les seves filles mentre elles estudiaven a Les Ruches, escola fundada per l'educadora feminista Marie Souvestre. Allà va estudiar pintura amb Carolus-Duran. Va tornar a París el 1896 –per portar la seva filla Laura a un hospital francès per tractar un dolor de cama fruit d'una lesió de la infància– i va continuar els seus estudis amb Carolus-Duran a més de prendre lliçons del pintor català Claudio Castelucho, fill d'Antoni Castelucho Vendrell. Quan James Abbott McNeill Whistler va obrir la seva acadèmia, ella va ser una dels seus primers estudiants. Whistler va prendre interès en l'ensenyament d'art ràpidament i la seva escola va tancar, però va influenciar molt l'Alice.
El 1899 va obrir un saló literari a la seva casa de lloguer a l'avinguda Victor Hugo, París; els seus convidats habituals incloïen pintors simbolistes Lucien Lévy-Dhurmer, John White Alexander, i Edmond Aman-Jean, i el seu art va començar a mostrar una influència simbolista.
Quan Natalie va escriure un llibre de poesia en francès, Quelques Portraits-Sonnets de Femmes (Alguns retrats-sonets de dones), Barney li va proporcionar les il·lustracions. Inicialment no va entendre les implicacions dels poemes d'amor del llibre, dirigits a dones, i no es va adonar que tres de les quatre dones que li van fer de model eren les amants de la seva filla. Albert va alertar del tema de llibre en un nota al diari titulada Safo canta a Washington, va viatjar a París a correcuita, on va comprar les còpies i les planxes d'impressió per destruir-les i va insistir que Barney i la seva filla tornessin a la casa d'estiu a Bar Harbor, Maine. El seu caràcter només va empitjorar quan els seus amics li van enviar retalls del Washington Mirror.
Washington, a punt de publicar el seu primer registre social, s'estava tornant més estratificat socialment, i el passat de Barney com la filla d'un destil·lador de whisky jueu la va portar a vagues insinuacions a les pàgines de societat. Els rumors no van afectar el seu estatus social, però Albert ho va considerar un desastre. El seu consum d'alcohol va augmentar, i de retruc la seva pressió arterial, fins que dos mesos més tard va tenir un infart. La seva salut va empitjorar fins a la seva mort, el 1902.
Barney havia fet exposicions en solitari en grans galeries com la Galeria d'Art Corcoran. Anys després, va inventar i patentar dispositius mecànics, va escriure i representar obres d'òpera, i va treballar per promoure les arts a Washington, D. C. La majoria dels seus quadres es troben al Smithsonian American Art Museum.
Es va convertir a la fe bahá'í el 1900 aproximadament.

## Últims anys
El 1911, a l'edat de 53, Barney es va casar amb Christian Hemmick, que aleshores tenia 23 anys, i fou notícia internacional. El 1920 ja s'havien divorciat.